# تشارلز كارول من كارولتون
تشارلز كارول (بالإنجليزية: Charles Carroll) (19 سبتمبر 1737 - 14 نوفمبر 1832)، المعروف باسم تشارلز كارول من كارولتون أو تشارلز كارول الثالث لتمييزه عن أسلافه بنفس الاسم، كان هو صاحب أطيان غني من ميريلاند وأحد دعاة الاستقلال عن مملكة بريطانيا العظمى. عمل كمندوب في الكونغرس القاري وكونغرس الكونفدرالية، وفيما بعد كان أول عضو في مجلس الشيوخ عن ولاية ماريلاند. وكان الكاثوليكي الوحيد الذي وقع على إعلان الاستقلال.
ولد كارول في أنابولس بولاية ماريلاند، وورث أملاك زراعية واسعة وأصبح أحد أغنى الأفراد في مستعمرة ماريلاند. ورغم أنه منع من تولي المناصب في ميريلاند بسبب دينه، فقد برز كزعيم لحركة الولاية من أجل الاستقلال. وكان مندوبا لمؤتمر أنابوليس وتم اختياره كمندوب إلى الكونغرس القاري في عام 1776. وكان جزءا من بعثة دبلوماسية فاشلة أرسلها الكونغرس إلى كندا على أمل كسب دعم الكنديين الفرنسيين.
خدم كارول في مجلس الشيوخ ولاية ماريلاند من عام 1781 إلى 1800. انتخب كأحد الممثلين الأوائل عن ولاية ماريلاند في مجلس الشيوخ في الولايات المتحدة، لكنه استقال من مجلس الشيوخ الأمريكي في عام 1792 بعد أن أصدرت ماريلاند قانونا يمنع الأفراد من العمل في مناصب الولاية والاتحاد في الوقت نفسه. بعد تقاعده من المناصب العامة، ساعد كارول في إنشاء سكة حديد بلتيمور وأوهايو. وكان أخر من بقي على قيد الحياة بين الموقعين على إعلان الاستقلال، ومات بعد 56 عاما من التوقيع على الوثيقة.

## بدايات حياته
كارول هو حفيد تشارلز كارول وهو أيرلندي هاجر من إنجلترا في 1 أكتوبر 1688 بسبب اضطهاد الكاثوليك، ومنح أقطاعا وتم تنصيبه مدعى عام بأمر اللورد الثالث بالتيمور، وشغل عدة مناصب سياسية. أما أبوه ويدعى أيضا تشارلز كارول (1703 – 1783)، كان مالك أراضي ثري وانتقد السياسات التي اضطهدت الكاثوليك في ماريلاند، وكانت أمه تدعى إليزابيث بروك وكانت من أقارب أبيه.
ولد كارول في أنابوليس في 19 سبتمبر 1737. تلقى تعليمه في الخارج في المدارس اليسوعية في سان أومير وبقي هناك ستة سنوات، ودرس القانون في بروج وجامعة لويس لو غراند في باريس ولندن، وعاد إلى ماريلاند في عام 1765، حيث ملك هناك أراضي في مقاطعة فريدريك، وسميت المنطقة “كارولتون” عليه، وكان يوقع اسمه “تشارلز كارول من كارولتون” ليميز نفسه عن أبيه “تشارلز كارول من أنابوليس”.

## الثورة الأمريكية
في عام 1770، أقر الحاكم روبرت إيدن بعض الرسوم على المستعمرات، فتمت معارضتها لأنها كانت تعامل كالضرائب وتنتهك حق الشعب في فرض الضرائب على نفسه. قام الحقوقي دانيال دولاني بنشر مقالات في جريدة “ماريلاند غازيت” يدعم فيها موقف الحكومة، إلا أن كارول تبنى الفرضية التي تقول أن الرسوم تعتبر ضرائبا ولا يجب فرضها على الشعب دون موافقة نوابه. وكتب أربع مقالات جذبت إليه الشعب ورسخت سمعته كمجادل وباحث.
كان كارول خلال حرب الاستقلال أحد الزعماء الوطنيين وعضوا في العديد من المجالس المحلية والإقليمية، مثل لجنة المراسلات، لجنة المراقبة، مجلس الأمان، المؤتمر الإقليمي (1774 – 1776)، المؤتمر الدستوري (1776). انضم في أبريل 1776 إلى صامويل تشايس وبنجامين فرانكلين في المفوضية التي أرسلها الكونغرس القاري إلى كندا لحث الكنديين على الانضمام إلى الثورة. وكان عضوا في الكونغرس القاري بين عامي 1776 و1779، وقدم خدمات مهمة بوصفه عضوا في مجلس الحرب، كما وقع على إعلان الاستقلال في 2 أغسطس 1776، رغم أنه لم ينتخب في الكونغرس حتى يوم اعتماد الوثيقة.
انتخب كارول كمفوض عن أنابوليس في المؤتمر الذي اعتمد فيه دستور ماريلاند، وكان من بين من صاغوه، وكان له دور في تشكيل أجزاء منه مثل انتخاب أعضاء مجلس الشيوخ، حيث يتم انتخاب 15 سيناتور من هيئة تضم 40 ناخبا يمثل كل اثنان منهم مقاطعة فضلا عن ممثل واحد عن بالتيمور وأنابوليس. تخلى كارول عن منصب في الكونغرس وعاد إلى ماريلاند لينضم إلى مجلس شيوخ الولاية ويترأسه لاحقا. وكان عضوا في المجلس في فترات متقطعة من عام 1777 وحتى عام 1800. وفي عام خدم في لجنة لحل الخلاف الحدودي بين ماريلاند وفرجينيا.
كان كارول عضوا في مجلس الشيوخ الأمريكي بين عامي 1789 و1792. وبوصفه فدراليا، فقد أيد التعرفة الجمركية، وقرارات هاميتلون التمويلية، وتقوية الحكومة الوطنية. وكان (مع لي من فرجينيا) من مؤيدي إبقاء فيلادلفيا عاصمة البلاد لعشر سنوات قبل نقلها إلى ضفاف نهر بوتوماك. ورغم أنه أيد وضع حكومة مركزية، فقد فضل أن يخدم ولايته، فقد سن الكونغرس قانونا عام 1792 يمنع الفرد من شغل مقعد في الكونغرس ومجلس الولاية في نفس الوقت، فاستقال من من الكونغرس وعاد لمجلس شيوخ ماريلاند.

## السنوات الأخيرة
تقاعد كارول من السياسة بعد انتخاب توماس جيفرسون وعاش في بالتيمور من عام 1801 وحتى وفاته في عزبة دوغرغان 14 نوفمبر 1832، وكان من معارضي إعلان حرب ثانية على بريطانيا، وكان آخر عمل سياسي له هو مشاركته في الاحتفال ببدء بناء سكة حديد بلتيمور وأوهايو (4 يوليو 1828). كان كارول بعمر 95 عاما عند وفاته، فعاش بهذا أطول من جميع الموقعين، وكان آخر من بقى منهم بعد موت جيفرسون وآدامز يوم 4 يوليو 1826.
تزوج كارول من قريبته ماري دارنال في 5 يونيو 1768، والتي توفيت عام 1782. وأنجب منها سبعة أطفال مات أربعة منهم في صغرهم. تزوجت إحدى بناته وتدعى ماري من رجل إنكليزي يدعى ريتشارد كاتون، وتزوجت ابنته كاثرين من سياسي من كارولينا الجنوبية يدعى روبرت غودلو هاربر، أما ابنه تشارلز كارول فقد عاش بعده بسنوات عديدة. كان كارول من مناصري الفدرالية، وعرف بإمكانياته وشخصيته القوية وثروته، وكان له نفوذ كبير على عده أصعدة، وبالأخص على أقرانه من الكاثوليك، واستغل نفوذه ليؤمن استقلال المستعمرات ويؤسس حكومة قوية.

## روابط خارجية
- تشارلز كارول من كارولتون على موقع الموسوعة البريطانية (الإنجليزية)